# 双色树燕
双色树燕（学名：Tachycineta bicolor）为燕科树燕属的迁徙鸟类, 分布于美洲
。种名 bicolor 意为“二色的”。

## 特征
双色树燕体重约21.2克，翼长约11.59厘米，喙宽度约3.8毫米，喙厚度约2.8毫米，嘴峰长约10.8毫米，跗蹠长约12.2毫米，尾长约54毫米。
双色树燕是候鸟，栖息在湖泊、沼泽等湿地环境，它们是食肉动物，主要以昆虫、蜘蛛等陆生无脊椎动物为食。它们在阿拉斯加和美国南部繁殖；在南美洲北部越冬。